# طلاء بالرش

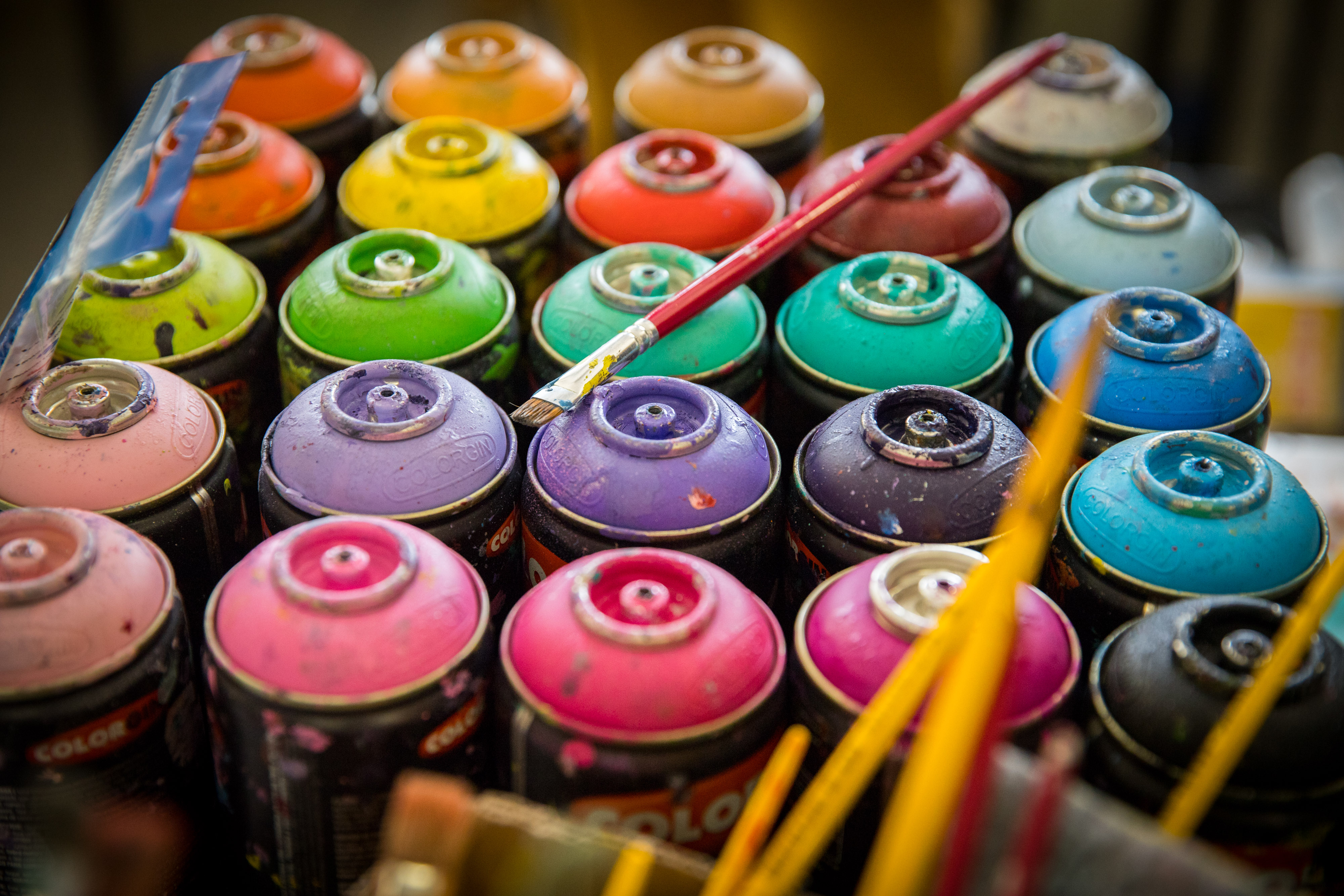

الطلاء بالرش هو نوع من الطلاء الذي يتم عن طريق الهباء الجوي، يتم الطلاء بالرش عن طريق استخدام ضاغط غاز موصول بمسدس رش الطلاء، أو عن طريق علبة مضغوطة مغلقة، ويتم تحريرالطلاء على شكل رذاذ عند الضغط على زر الصمام للعبة . الطلاء بالرش يترك سطح أملس ويوزع الطلاء بالتساوي، على عكس العديد من الطرق التقليدية.